# Alan Brown
Alan Everest Brown, född 20 november 1919 i Malton, Yorkshire, död 20 januari 2004 i Guildford, Surrey, var en brittisk racerförare.
Brown var lastbilsförsäljare innan han började tävla med små 500-kubiks formelbilar, föregångare till formel 3, i det egna stallet Ecurie Richmond. Han körde även formel 1 och sportvagnsracing innan han avslutade karriären 1956.

## F1-karriär
| Säsong | Stall/Tillverkare                                                              | Poäng | Placering |
| ------ | ------------------------------------------------------------------------------ | ----- | --------- |
| 1952   | Ecurie Richmond (Cooper-Bristol)                                               | 2     | 17        |
| 1953   | Cooper Car Company R J Chase (Cooper-Bristol) Equipe Anglaise (Cooper-Bristol) | 0     | -         |
| 1954   | R J Chase (Cooper-Bristol)                                                     | 0     | -         |